# René Rocher
René Rocher, né à Paris le 5 août 1890 où il est mort le 24 juin 1970, est un acteur et un metteur en scène français.

## Biographie
De 1916 à 1923, René Rocher joue à la Comédie-Française où il est pensionnaire. En 1923, il donne son nom actuel à la Comédie Caumartin. Il dirige le Théâtre Antoine de 1928 à 1933, puis le Théâtre du Vieux-Colombier de 1935 à 1943, et le Théâtre de l'Odéon de 1940 à 1944.

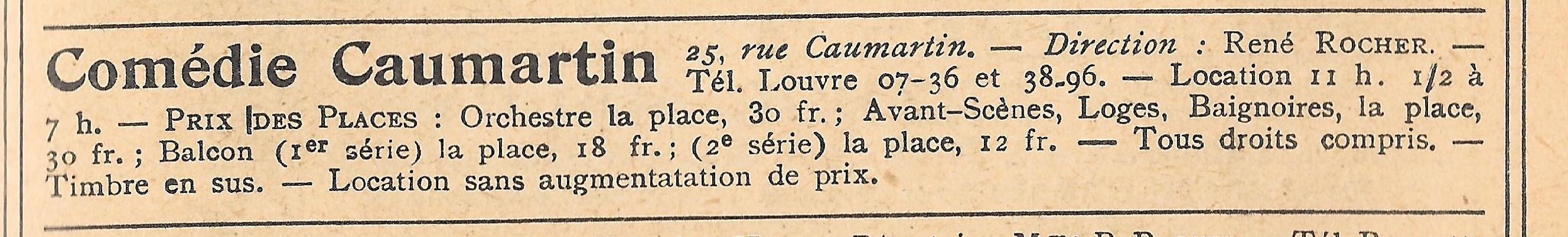
La Comédie-Caumartin en 1925 : direction René Rocher.

## Théâtre

### Comédien
- 1913 : Les Femmes savantes de Molière, mise en scène Irénée Manget, Théâtre des Arts
- 1914 : Le destin est maître de Paul Hervieu, Théâtre de la Porte-Saint-Martin
- 1916 : L'Avare de Molière, Comédie-Française : Cléante
- 1916 : Le Misanthrope de Molière, Comédie-Française : Clitandre
- 1916 : Britannicus de Jean Racine, Comédie-Française : Britannicus
- 1917 : Les Noces d'argent de Paul Géraldy, Comédie-Française : Max
- 1918 : Le Mariage de Figaro de Beaumarchais, Comédie-Française : Grippesoleil
- 1918 : Lucrèce Borgia de Victor Hugo, Comédie-Française : Ascanio Petrucci
- 1919 : L'Hérodienne d'Albert du Bois, Comédie-Française : Rufus
- 1919 : On ne badine pas avec l'amour d'Alfred de Musset, Comédie-Française : le Chœur des jeunes gens
- 1920 : Hernani de Victor Hugo, Comédie-Française : Don Garcie
- 1920 : Maman Colibri de Henry Bataille, Comédie-Française : Paulot de Rysbergue
- 1922 : L'Impromptu de Versailles de Molière, mise en scène Raphaël Duflos, Comédie-Française : un nécessaire
- 1922 : Le Mariage forcé de Molière, Comédie-Française : Lycaste
- 1922 : Marion de Lorme de Victor Hugo, Comédie-Française : Comte de Villac
- 1922 : Le Misanthrope de Molière, Comédie-Française : Acaste
- 1923 : La Mégère apprivoisée de William Shakespeare, Comédie-Française : Cambio
- 1923 : Les Deux Trouvailles de Gallus de Victor Hugo, Comédie-Française : l'abbé
- 1925 : L'Amant rêvé de Jacques Deval, mise en scène René Rocher, Comédie-Caumartin : Philippe Chaumet
- 1929 : L'Ennemie d'André-Paul Antoine, mise en scène René Rocher, Théâtre Antoine : le docteur
- 1933 : Trois pour 100 de Roger-Ferdinand, mise en scène Gabriel Signoret, Théâtre Antoine : Guérin
- 1936 : Elizabeth, la femme sans homme d'André Josset, mise en scène René Rocher, Théâtre du Vieux-Colombier
- 1937 : Les Borgia, famille étrange d'André Josset, mise en scène René Rocher, Théâtre du Vieux-Colombier : Niccolo
- 1938 : La Première Légion d'Emmet Lavery, mise en scène René Rocher, Théâtre du Vieux-Colombier : Père Robert Stuart

### Metteur en scène
- 1924 : Le singe qui parle de René Fauchois, Comédie Caumartin
- 1927 : Ventôse de Jacques Deval, Comédie Caumartin
- 1928 : J'ai tué de Léopold Marchand, Théâtre Antoine
- 1928 : Toi que j'ai tant aimée d'Henri Jeanson, Comédie-Caumartin
- 1929 : Le Pêcheur d'ombres de Jean Sarment, Comédie Caumartin
- 1929 : L'Ennemie d'André-Paul Antoine, Théâtre Antoine
- 1930 : Bobard de Jean Sarment, Théâtre Antoine
- 1930 : La Petite Catherine, Théâtre Antoine
- 1935 : Tartuffe ou l'Imposteur de Molière, Théâtre du Vieux-Colombier
- 1936 : Elizabeth, la femme sans homme d'André Josset, Théâtre du Vieux-Colombier
- 1937 : Les Précieuses ridicules de Molière, Théâtre du Vieux-Colombier
- 1937 : L'Appartement de Zoïka de Mikhaïl Boulgakov, Théâtre du Vieux-Colombier
- 1937 : Les Borgia, famille étrange d'André Josset, Théâtre du Vieux-Colombier
- 1938 : Septembre de Constance Coline, Théâtre du Vieux-Colombier
- 1949 : Les Amants d'Argos de Jean-Claude Eger, Théâtre Verlaine
- 1950 : Mort pour rien d'Alfred Fabre-Luce, Théâtre de l'Œuvre
- 1952 : Enfant du miracle de Paul Gavault et Robert Charvay, Théâtre de l'Apollo
- 1955 : La Monnaie de ses rêves d'André Ransan, Théâtre du Grand-Guignol
- 1956 : Je suis seule ce soir d'André-Paul Antoine, Théâtre du Grand-Guignol

## Filmographie
- 1914 : L'Oiseau de proie (réalisateur anonyme), court métrage
- 1917 : Blessée au cœur (réalisateur anonyme)
- 1917 : Le Clown de Maurice de Féraudy, court métrage : André Dupont
- 1917 : Le Coupable d'André Antoine : Chrétien Forgeat